# ブライアン・ハリス
ブライアン・ハリス（Brian Harris、1966年11月26日 - ）は、アメリカ合衆国のプロレスラー。フロリダ州セントピーターズバーグ出身。
ブライアン・リー（Brian Lee）のリングネームで知られ、主にヒールのポジションで活動。ロン・ハリスとドン・ハリスのハリス・ツインズ（ブルーズ・ブラザーズ）は従兄弟にあたる。

## 来歴
1988年、テネシー州メンフィスのCWAにてデビュー。ロバート・フラーのパートナーとなって活動し、1989年6月23日には当時CWAと提携していたテキサス州ダラスのWCWAにて、ジェフ・ジャレット&ミル・マスカラスからWCWA世界タッグ王座を奪取。CWAとWCWAの合併で設立された新団体USWAにも参戦し、同年12月1日にジャレット&マット・ボーンを破りUSWA世界タッグ王座にも戴冠した。
1992年より、ジム・コルネットの主宰するスモーキー・マウンテン・レスリング（SMW）に参戦。"プライムタイム" ブライアン・リー（"Primetime" Brian Lee）を名乗り、5月22日にトーナメント決勝でポール・オーンドーフを下してSMWヘビー級王座の初代チャンピオンとなった。同年11月、剛竜馬が旗揚げしたオリエンタルプロレスに来日している。SMWではTV王座も1993年4月にボビー・イートンから奪取。また、タミー・リン・シッチをマネージャーにクリス・キャンディードとタッグチームを結成、ロックンロール・エクスプレスを相手にSMWタッグ王座を争った。
1994年、テッド・デビアスが差し向けたジ・アンダーテイカーの偽者、イーヴィル・アンダーテイカー（The Evil Undertaker）としてWWFに登場。同年8月29日の『サマースラム』のメインイベントでは、本家アンダーテイカーとシングルマッチで対戦した。なお、アンダーテイカーとは私生活では親友の間柄であり、アンダーテイカーの結婚式では彼のベストマンを務めている。
1995年より、古巣のUSWAを経てECWに参戦。"ブルドーザー" ブライアン・リー（"Bulldozer" Brian Lee）を名乗ってレイヴェンのボディーガードとなり、トミー・ドリーマー、サンドマン、テリー・ファンクらとハードコア・レスリングを展開した。1996年11月16日のPPV "November to Remember" ではシェーン・ダグラスと組み、メインイベントでファンク&ドリーマーと対戦している。
1997年、クラッシュが結成したバイカー集団ディサイプルズ・オブ・アポカリプス（DOA）のメンバー、チェインズ（Chainz）としてWWFに再登場。従兄弟のハリス・ツインズも8ボールおよびスカルと名乗ってDOAに加入し、ファルーク率いるネーション・オブ・ドミネーションやサビオ・ベガ率いるロス・ボリクアスとの軍団抗争を繰り広げた。
その後はインディー団体への転戦を経て、2002年よりTNAに登場。悪徳マネージャーのファーザー・ジェームズ・ミッチェルが組織するディサイプルズ・オブ・ザ・ニューチャーチに加入し、スラッシュことケリー・ウルフと組んで11月13日にアメリカズ・モスト・ウォンテッドからNWA世界タッグ王座を奪取した。TNAには2003年7月まで在籍し、以降はセミリタイアして時折インディー団体に参戦。2005年2月には、かつて主戦場としていたテネシー州のテネシー・マウンテン・レスリングに出場した。

## 得意技
- プライムタイム・スラム
- ビック・ブート
- ツームストーン・パイルドライバー

## 獲得タイトル
コンチネンタル・レスリング・アソシエーション
- CWAヘビー級王座：1回
- CWAタッグ王座：2回（w / ロバート・フラー、ザ・グラップラー）

ワールド・クラス・チャンピオンシップ・レスリング
- WCWA世界タッグ王座：1回（w / ロバート・フラー）[3]

コンチネンタル・レスリング・フェデレーション
- CWFタッグ王座：1回（w / ジミー・ゴールデン）

ユナイテッド・ステーツ・レスリング・アソシエーション
- USWAヘビー級王座：2回[13]
- USWA世界タッグ王座：4回（w / ロバート・フラー×3、ドン・ハリス）[4]

スモーキー・マウンテン・レスリング
- SMWヘビー級王座：1回[5]
- SMWタッグ王座：2回（w / クリス・キャンディード）[8]
- SMWビート・ザ・チャンプTV王座：1回[6]

TNA
- NWA世界タッグ王座（TNA版）：1回（w / スラッシュ）[10]